# 마쓰다이라 시게나오
마쓰다이라 시게나오(일본어: 松平重直, 1601년 ~ 1643년 1월 18일)는 일본 에도 시대의 다이묘로, 가미노야마 번의 2대 번주, 산다 번주, 류오 번, 다카다 번 (분고 국)의 초대 번주이다. 마쓰모토 번주 오가사와라 히데마사의 넷째 아들이며, 어릴적 이름은 지요마쓰(千代松)이다. 관위는 종5위하, 단고노카미이다.
도쿠가와 히데타다의 명에 따라 마쓰다이라 시게타다의 사위가 되었다. 간에이 3년(1626년) 7월 1일, 시게타다가 사망함에 따라 시게나오는 1만 석이 감봉된 3만 석 영지로 가미노야마 번주가 되었다가, 셋쓰국 산다 번으로 전봉되었다. 간에이 9년, 7천 석이 추가되어 영지를 옮겼고, 분고국 류오에 진야를 세웠다. 간에이 14년(1637년)에는 시마바라의 난 진압에 참전했다. 간에이 16년(1639년), 다카다에 성을 세워 거성으로 삼았고, 이로써 류오 번은 다카다 번이 되었다. 간에이 19년에 사망하였고, 맏아들 히데치카가 그 뒤를 이었다.
| 전임 마쓰다이라 시게타다 | 제6대 노미 마쓰다이라 가 당주 1626년 ~ 1643년 | 후임 마쓰다이라 히데치카 |

| 전임 마쓰다이라 시게타다 | 제2대 가미노야마번 번주 (노미 마쓰다이라 가문) 1626년 | 후임 가모 다다토모 |

| 전임 막부령(아리마 도요우지) | 산다 번 번주 (노미 마쓰다이라 가문) 1626년 ~ 1632년 | 후임 구키 히사타카 |

|  | 류오 번 번주 1632년 ~ 1639년 | 후임 다카다 번으로 명칭변경 |

|  | 제1대 다카다 번 번주 1639년 ~ 1643년 | 후임 마쓰다이라 히데치카 |